# Schwedische Badmintonmeisterschaft 1967
Die Schwedische Badmintonmeisterschaft 1967 fand in Stockholm statt. Es war die 31. Austragung der nationalen Titelkämpfe im Badminton in Schweden.

## Titelträger
| Disziplin    | Sieger                           |
| ------------ | -------------------------------- |
| Herreneinzel | Sture Johnsson Hisingen          |
| Dameneinzel  | Eva Twedberg MAI                 |
| Herrendoppel | Willy Lund Göran Wahlqvist MAI   |
| Damendoppel  | Berit Ek Eva Twedberg MAI        |
| Mixed        | Göran Wahlqvist Eva Twedberg MAI |